# Hellmut Sickel
Hellmut Sickel je německý hudebník, skladatel a producent. Je to první manžel Heleny Vondráčkové (1983–2001).
Působil jako baskytarista ve východoněmecké skupině Kreis. S Helenou Vondráčkovou se seznámili na festivalu v Sopotech. Koupili dům v Řitce, kde zařídil nahrávací Studio H.
Skládal písně nejen pro svou ženu (Čas je proti nám, Pár přátel ještě naštěstí mám, Sprint), ale i pro Karla Zicha nebo Lenku Filipovou.